# Milena Muhič
Milena Muhič, slovenska igralka, * 2. junij 1937, Maribor † 10. februar 2014, Maribor.
Po diplomi na AGRFT se je leta 1964 pridružila ansamblu mariborske drame, kjer je igrala vse do upokojitve leta 2000.

## Nagrade
- 1973 Borštnikova nagrada
- 1975 Severjeva nagrada
- 1976 Nagrada Prešernovega sklada
- 1993 Glazerjeva nagrada
- 1993 Borštnikov prstan